# 李棲鳳

## 基本信息
李棲鳳（1594年—1664年），字瑞梧，籍贯甘肃凉州府（今甘肃省武威市凉州人） ，1661年，任兵部尚书，两广总督，加太子少保衔。清朝顺治皇帝还亲自题写“知方略”三个字和“两河巨室”的匾额赠给他，亦為清朝的封疆大吏之一，康熙三年（1664）正月，卒，赐祭葬如例，葬于凉州校尉乡，祀广东名宦祠。

## 个人经历
李棲鳳原为明朝诸生，后降归皇太极，供职文馆，1636年（崇德元年），隶汉军镶红旗。清军入关前，曾上疏言时政“可惜者二，当速图者六”八事。顺治初年，由内院转任湖广布政使，1649年（顺治六年）擢升为广西巡抚，与尚可喜、耿继茂合力取韶州，擒李元胤、败李定国等。历任安徽巡抚、广西巡抚、兵部尚书，率兵平定安徽之乱。於1658年7月10日－1661年11月2日期間，奉旨接替王國光擔任廣東總督。全名為「總督兩廣等處地方提督軍務、糧饟兼巡撫事」的該官職，是兼轄廣西的廣東、廣西兩省之最高統治者，亦為清朝封疆大吏之一。1661年，該官職改制。改制後的總督名稱不改，不過免兼廣西軍政，成為專門管轄廣東境內的封疆大吏。顺治末年加太子太保，以老乞休。康熙三年正月卒。

## 家族成员
二弟：李栖凰，官至漕运总督，负责朝廷水路运输，有太子太保衔。因其相貌不凡，被睿亲王多尔衮称赞“像关羽”，从此人称李关王。
三弟：李栖鸿，任兵部武选司员外郎。
四弟：李栖鹍，任江南总兵，后裔居于江浙一代。
五弟：李栖鸾，任密云总兵，夫人雷氏。
六弟：李栖鹏，明朝官至两广总督，明朝的封疆大吏之一，清朝任浙江都司。凉州古城乡、校尉乡、松树乡都有李氏家族墓葬，其墓志已经出土。
七弟：李栖鸣，任广东提督。
八弟：李栖鷫（sù），任泉州副将。

## 延伸阅读
[在维基数据编辑]
 《清史稿·卷239》，出自趙爾巽《清史稿》